# Саломатино (село)
Саломатино — село в Камышинском районе Волгоградской области России. Административный центр Саломатинского сельского поселения.
Село находится в 43 км на юго-запад от районного центра города Камышина.
Исторические данные.
Самое первое упоминание о поселении, именуемое Саламатовы хутора, датируется 1768 годом, которое упоминается в издании «Дневные записки путешествия» (Петербург, .): академик Лепехин во время своего путешествия по России, проезжая Княжные хутора, заехал в Саламатовы хутора. Позднее в 1771-1772 годах, по велению Императрицы Екатерины был сформирован Московский легион из Волжских казаков, который стал квартироваться недалеко от тех же хуторов. В деле Царицынского архива указывается, что атаман Рыжий заезжал в гости в Саламатовы хутора, а в документе . говорится, что к Саламатовым хуторам также относились ещё несколько мелких.
Анализируя историко-статистические материалы, собранные саратовскими статистиками, полученные на общем сельском сходе путём устного опроса всех собравшихся крестьян, а нередко на сходе присутствовали местное духовенство и частные землевладельцы, собирались данные, такие как: когда возникло село и почему оно носит такое название, сколько дворов и кто проживает в поселении.
Большая часть данных, полученных земскими статистиками от местных жителей, оказывалась лишь «приблизительно верной». В ряде случаев старожилы вообще не могли вспомнить никаких сведений о возникновении населённого пункта.
Так можно выделить три наиболее правдоподобных объяснения происхождения названия поселения и одно второстепенное:
1. САЛАМАТА, народное кушанье.
В его основе лежит нарицательное «саламата».
В. И. Даль в «Толковом словаре живого великорусского языка» определяет значение этого слова как «пресная, вскипячённая болтушка; жидкий киселек, мучная кашица, пожиже размазни». Обычно такое блюдо готовили из муки с добавлением соли и масла.
2. САЛАМАТНЫЙ – «любящий сладкое» (СРГСУ); саламатить – «говорить пространно, вяло и пусто» (Даль).
Так комментируя название Саламатин (Саломатин, Соломатин), исследователи единодушно выводят его основу из названия кушанья, иногда с некоторыми оговорками: «Так могли прозвать и любителя этого блюда» (Федосюк. стр. 197; см. также: Полякова. стр. 195-196); «<...> (предполагают, что слово заимствовано из тюркских языков, но это вызывает возражения: там оно заимствовано из русского). Возможно, что фамилия обязана своим происхождением не этому значению, а вторичному, производному: в некоторых русских говорах саламата – «пустомеля, болтун» <...>» (Никонов. стр. 109); см. также: Грушко, Медведев. стр. 258. Того же мнения и Б.-О. Унбегаун (Унбегаун. стр. 154).
3. От имени казака САЛАМАТИНА.
По местному преданию поселение получило своё название от казака Саламатина, первого поселенца этих хуторов, занимавшегося разбоями. Местные говорят: «... был такой-то ли капитан, то ли казак, то ли разбойник Саламатин, который занимался грабежом, он и был основателем поселения».
4. СОЛОМА, т. к. первое поселение состояло из нескольких рубленых избушек, крытых соломой. Но так могли называться почти все селения, так как большинство из них были с соломенными крышами. 
Приблизительно в 1747 году и возникают поселение на территориях современных Саломатинской, Камышинской и Котовской области, которые в основном занимались перевозкой эльтонской соли в южные части Камышинского уезда. По сохранившимся воспоминаниям среди населения, в частности хуторов Больших и Малых Костаревых Саломатинской волости, государственные крестьяне с давнего времени занимались перевозкой соли. Крестьяне г. Камышина, Сестрёнок, хуторах Большой и Малых Петруниных, с. Барановки и х. Елшанки Камышинской вол., Бол. и Мал. Костаревы Саломатинской вол. и всех селений Котовской волости в земельном отношении до 1879–84 гг. составляли 2 общества и разделились на более мелкие общины лишь в 1886-87 гг.
Так по сведениям из документов 1770-х годов, уже в середине XVIII века здесь были Саламатинские хутора Волжского казачьего войска, служившие часто притоном беглым, бродягам и разбойникам.
В Саламатовых хуторах бывал атаман Рыжий, он же Овчинников Иван, который прославился не только на Камышинский уезд, но и на весь Царицынский.
В 1792 году на место живших прежде казаков, пришло сюда до 400 душ из Пензенской губернии; потом к ним присоединились пришельцы из губернии Тамбовской и Курской. Поселенцы с. Рыбинки (на описываемый момент времени село Рыбинка, Таловка, Николаевка и хутора Большие и Малые Костаревы входила в состав Саламатинской волости) пришли на настоящее место лет 120 тому назад, когда здесь ещё жили казаки. Саломатинской и Рыбинские выселки образовались переведёнными сюда, при нарезке надела в ., удельными крестьянами 2 предыдущих сел. В с. Таловку крестьяне пришли в ., великороссы из Калужской губ., а малороссы – из Тамбовской. В с. Николаевку пришли, по вызову правительства, в ., крестьяне из Пензенской губ. (180 ревизских душ), Орловской (около 40 душ), Рязанской (около 50 душ) и Курской (около 60 душ).
1792 год является официальным годом образования поселения Саламатино (с 5 марта . по настоящее время – село Саломатино Саломатинского сельского поселения Камышинского района Волгоградской области).
Таблица 1.
Административно-территориальная принадлежность села в разные периоды его существования.
| Годы | Принадлежность к губернии/уезду/области/району                                                                               | Наименование | Состав |
| 1768 | | Саламатовы хутора | |
| 1770 | | Саламатовы хутора | |
| 1771-1772 | | Саламатовы хутора | |
| 1778 | Волжское войско | Саламатовы хутора | хутор Большой Саламатин хутор Рыбинский хутор Черникова П. Б.                                                                                 |
| 1840 | Антиповская волость | с. Саламатино | |
| После 1840 | Царицыно-Камышинское окружное управление Палаты казённых имуществ                                                            | с. Саламатино | |
| 1852 | | с. Соломатино | |
| 1880-1886 | | Саламатинская волость | с. Саламатино Большое Костарёво Малое Костарёво Николаевка Рыбинка (при озере Чабячьем) Таловка (при р. Таловка)                              |
| 1894 | | Саламатинская волость | с. Саламатино с. Рыбинка с. Таловка с. Николаевка Болшое Костарево Свинуха (Рыбинский выселок) Саламатинская Свиновка (Саламатинский выселок) |
| 1907 | | Саламатинская волость | с. Саламатино Петрунино Таловка Большое Костарёво Малое Костарёво Свиновка Рыбинская Свиновка Саламатинская Рыбинка Николаевка                |
| Годы | Принадлежность к губернии/уезду/области/району                                                                               | Наименование | Состав |
| 1910 | | Саламатинская волость | с. Саламатино Таловка Рыбинка Николаевка Большое Костарёво Малое Костарёво Саламатинская Свиновка Рыбинская Свиновка                          |
| 1914 | | Саламатинская волость | Саламатино Рыбинка Николаевка Саламатинский выселок Рыбинский выселок                                                                         |
| 1928 | Нижневолжский край Камышинский округ                                                                                         | Саламатинская волость | караулка Караулка луговая, с. Саламатино, коммуна «Самодеятель», х. Свободная жизнь                                                           |
| 25 января 1935 г. | Камышинский район | Саламатинский сельсовет | 2 колхоза (колхоз «Красное знамя», колхоз им. Горького) переведены в Ольховский район                                                         |
| 01 января 1936 г. | Сталинградская область Камышинский район                                                                                     | Саламатинский сельский совет                                                                                                 | коммуна «Самодеятель» село Саламатино |
| 01 апреля 1945 г. | Сталинградская область Камышинский район                                                                                     | Саломатинский сельский совет                                                                                                 | с. Саламатино Саламатинский разъезд ж. д. х. Самодеятель                                                                                      |
| 01 января 1972 г. | Волгоградская область Камышинский район                                                                                      | Соломатинский сельский совет                                                                                                 | с. Костарево ж.-д. ст. Соломатино с. Соломатино                                                                                               |
| 14 июля . № 15/642 | Сельский совет в результате разукрупнения вошёл в состав Костаревского сельского Совета с центром в с. Костарево             | Саламатинский сельский совет                                                                                                 | Саломатинский сельский совет с. Саломатино ж.-д. станция Саломатино                                                                           |
| 01 января 1980 г. | Волгоградская область Камышинский район                                                                                      | Саломатинский сельский совет                                                                                                 | с. Саломатино ж.-д. ст. Саломатино |
| 01 ноября 1988 г. | Волгоградская область Камышинский район                                                                                      | Саломатинский сельский совет                                                                                                 | с. Саломатино ж.-д. ст. Саломатино |
| Решением Волгоградского облисполкома от 01.01.2001 г. № 30/439 был исключён из учётных данных, как фактически несуществующий | Решением Волгоградского облисполкома от 01.01.2001 г. № 30/439 был исключён из учётных данных, как фактически несуществующий | Решением Волгоградского облисполкома от 01.01.2001 г. № 30/439 был исключён из учётных данных, как фактически несуществующий | хутор Самодеятель – жители переселены в с. Ольховка                                                                                           |
| 05 марта 2005 г. – настоящее время                                                                                           | Волгоградская область Камышинский район                                                                                      | Саломатинский сельский совет                                                                                                 | с. Саломатино ж.-д. ст. Саломатино |

Таблица 2.
Статистические данные о числе жителей, принадлежащей Саламатинскому обществу земли и имеющихся на территории поселения общественных объектах
| Годы | Число жителей | Число жителей | Число жителей | Земли, всего, десятин | Домовладений, всего |
| Годы | муж.          | жен.          | всего         | Земли, всего, десятин | Домовладений, всего |
| 1848 |               |               | 4527          |                       |                     |
| 1851 |               |               | 4527          |                       | 167                 |
| 1859 | 1017          | 1076          | 2093          |                       | 187                 |
| 1860 | 1017          | 1076          | 2093          |                       | 187                 |
| 1862 |               |               |               |                       |                     |
| 1873 |               |               | 1109          | 39639                 |                     |
| 1879 |               |               | 8650          |                       |                     |
| 1880 | 5777          | 5834          | 4696          | 39778                 |                     |
| 1880 |               |               | 3073          |                       | 447                 |
| 1883 | 1549          |               | 4696          |                       |                     |
| 1886 | 1655          | 1634          | 3289          | 14133                 | 560                 |
| 1890 | 1820          | 1791          | 3611          |                       | 299                 |
| 1894 | 1820          | 1791          | 3611          | 14132                 | 654                 |
| 1897 | 1779          | 1789          |               |                       |                     |
| 1901 |               |               |               |                       | 703                 |
| 1902 |               |               |               |                       | 540                 |
| 1907 | 2087          | 1940          | 4027          |                       |                     |
| 1910 |               |               | 4161          |                       |                     |
| 1911 | 2062          | 2094          | 4161          |                       | 731                 |
| 1912 |               |               | 4415          |                       |                     |
| 1913 |               |               | 4445          |                       |                     |
| 1915 |               |               | 20584         |                       |                     |
| 2002 |               | 1580          | 16314,8       |                       |                     |
| 2006 |               |               | 16314,8       |                       |                     |
| 2007 |               |               | 16315         |                       |                     |
| 2008 |               |               | 16315         |                       |                     |
| 2009 |               |               | 16315         |                       |                     |
| 2010 |               | 1612          | 16315         |                       |                     |
| 2011 |               |               | 16315         |                       |                     |
| 2012 |               | 1614          | 16315         |                       |                     |
| 2013 |               | 1574          | 16315         |                       |                     |
| 2016 |               |               | 16315         |                       |                     |